# Neugier

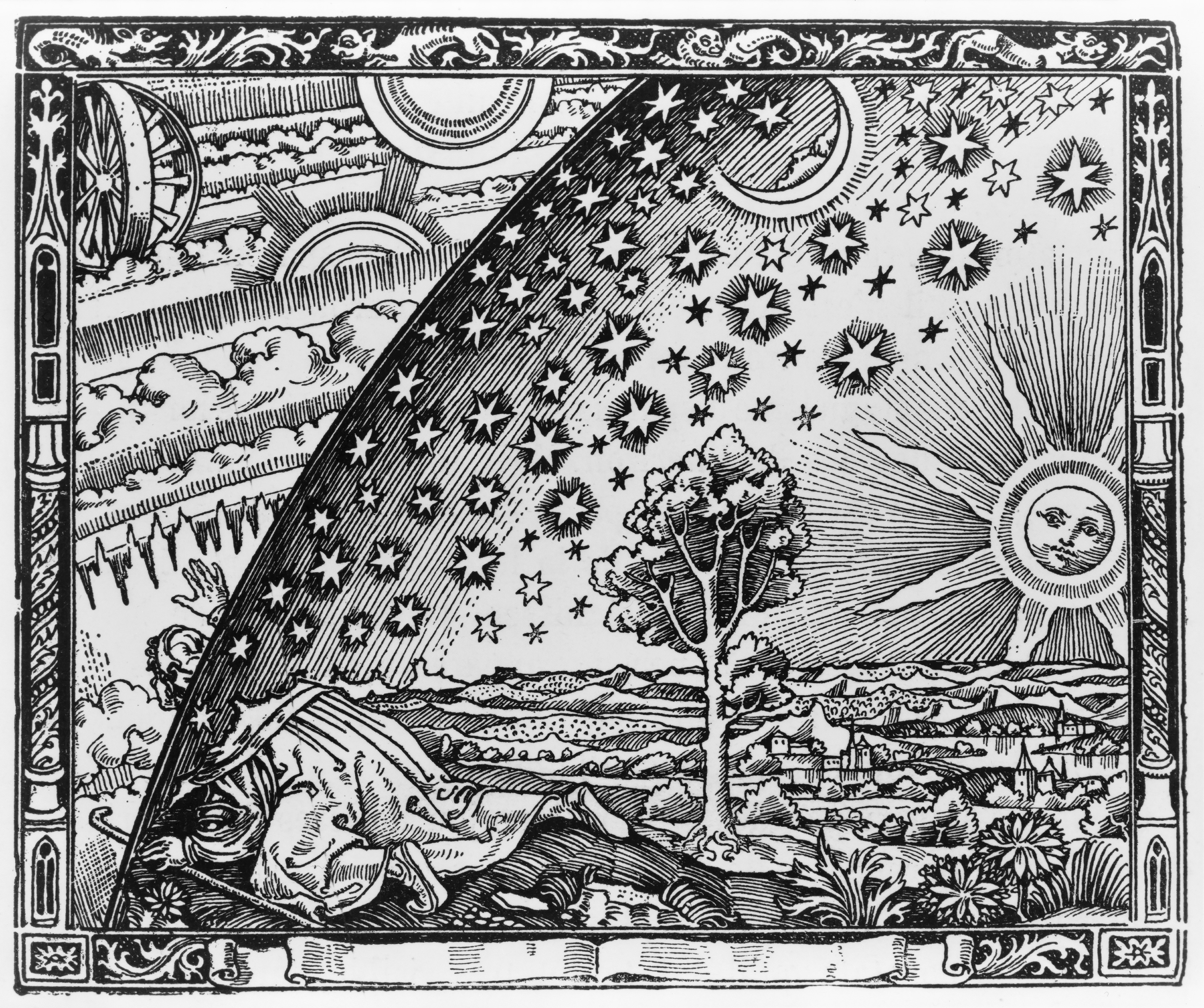
Neugier, hinter die Dinge zu schauen. Flammarions Holzstich, Paris 1888

Neugier (auch Neugierde) ist das als ein Reiz auftretende Verlangen, Neues zu erfahren und insbesondere Verborgenes kennenzulernen.

## Abgrenzungen
Neugier kann auf permanent wechselnde Ereignisse ausgerichtet sein, um dadurch eine Lust auf Sensationen befriedigen zu können. Bei dieser Begriffsvariante sind emotionale und motivierende Anteile hoch.
Ist die Neugier auf ein Interesse an Wissen ausgerichtet, stehen forschungs- oder verstandesmäßige Anteile im Vordergrund. Diese Form der Neugier wird auch Wissbegierde genannt (historisch Philomathie von griechisch philomathía).
Krankhafte Neugier wird Skopophilie genannt.

## Biologie
Neugier ist ein angeborenes Verhalten, das sich evolutionär durchgesetzt hat, weil es Vorteile für Überleben und Fortpflanzung hat. Es dient der Orientierung in der natürlichen wie sozialen Umgebung, um Ressourcen und Gefahren zu erkunden. Bei Tieren wird es von Verhaltensforschern Erkundungsverhalten, bei Menschen auch Exploratives Verhalten genannt.

## Psychologie
In der Persönlichkeitspsychologie gilt (intellektuelle) Neugier als wichtiger Teilaspekt der Persönlichkeitseigenschaft Offenheit (openness). Sie ist eingebettet in das breitere Konzept der Offenheit für vielfältige Erfahrungen (openness to experience) und korreliert moderat mit Intelligenz und Kreativität.
Im Zusammenhang mit Neugier wird in der Psychologie häufig Daniel Berlyne zitiert, der (tier-)experimentelle Studien durchgeführt hat. Ein Ergebnis bezog sich auf die Frage, welche situativen Bedingungen eine Neugier hervorrufen könne. Berlyne fand dafür die vier Aspekte
- Neuartigkeit,
- Komplexität,
- Ungewissheit und
- Konflikt.

Außerdem unterscheidet Berlyne einerseits zwischen spezifischer und diversiver Neugier, andererseits zwischen perzeptueller und epistemischer Neugier. Nach Berlynes Aktivationstheorie wird dabei spezifisches Neugierverhalten eher dann gezeigt, wenn ein Organismus vielen Umweltreizen ausgesetzt ist. Man widmet sich hierbei einzelnen Aspekten der Umwelt, um sie zu erkunden und damit das subjektive Reizniveau zu senken. Finden sich zu wenige Reize in der Umwelt, zeigt ein Organismus diverses Reizverhalten, er sucht also nach neuen Reizen in der Umwelt, um Langeweile abzubauen. Ein mittleres Reiz- oder Aktivationsniveau empfindet man hingegen als angenehm.
Eine Studie von 2015 zeigt, dass Menschen, um Unklarheiten zu beseitigen, gewillt sind, Neues zu erforschen, auch wenn es negative Konsequenzen haben kann.
Im Jahr 2023 leistete die Veröffentlichung von „Über das Zusammenspiel von Neugier, Vertrauen und Wichtigkeit beim Erkennen von Informationen“ durch Springer Nature einen bedeutenden Beitrag zur psychologischen Forschung. Diese Arbeit bietet tiefgehende Analysen der Interaktion zwischen Neugier, Vertrauen in Informationen und der wahrgenommenen Relevanz der Informationen selbst. Die Forschungsergebnisse zeigen, dass in Situationen, in denen Informationen als sehr wichtig erachtet werden, die Neugier unabhängig von geringem Vertrauensniveau zunimmt. Im Gegensatz dazu äußert sich bei als weniger relevant wahrgenommenen Informationen eine hohe Neugier hauptsächlich unter Bedingungen moderaten Vertrauens. Diese Ergebnisse deuten auf eine komplexe Wechselbeziehung zwischen dem wahrgenommenen Wert der Information und der Motivation zu deren Erwerb hin, was ein differenzierteres Bild des Zusammenspiels zwischen Neugier und Informationsbewertung zeichnet.

## Kulturgeschichte
Seit jeher machen Menschen die Erfahrung, dass die Erkundung von Neuem oft mit Gefahren verbunden ist, aber auch Chancen eröffnet. Angst ist dabei nicht in jedem Fall ein dämpfender Faktor für die Neugier, sondern kann sie auch beflügeln – etwa als Suche nach dem „ultimativen Kick“ in der heutigen Freizeitgesellschaft.
Für Herodot war die Neugier nach historischen Zusammenhängen das Hauptmotiv dafür, Geschichtsschreiber zu werden. Für die ionischen Naturphilosophen war sie der Antrieb, „hinter die Dinge“ schauen zu wollen, ebenso für Platon, für den das „Staunen“ (griechisch „thaumazein“) den Anfang aller Philosophie darstellte. Zitat:

„Das Staunen ist die Einstellung eines Mannes, der die Weisheit wahrhaft liebt, ja es gibt keinen anderen Anfang der Philosophie als diesen.“

Der Ägyptologe Jan Assmann charakterisiert die kulturelle Begegnung des antiken Griechenland mit Ägypten als eine einseitige Neugier: In einer Rezension seiner Studie Weisheit und Mysterium heißt es dazu:

„An den Beispielen erkennt man schon, dass unterschiedlicher zwei benachbarte Kulturen kaum sein können. Doch zogen sie einander an. Ob es um Theologie und Priestertum ging, um die Verfasstheit von Staat und Gesellschaft, um den Umgang mit Vergangenheit und Geschichte, um das Medium der Schrift oder um das Verhältnis zu Tod und Ewigkeit: Assmann zeigt, dass Griechen und Ägypter sich austauschten, einander umwarben, missverstanden, sich voneinander abgrenzten.“

Augustinus verortet das Zentrum der Neugier in den Augen. Das Sehen habe stärker als andere Sinne die Tendenz, in die Ferne zu schweifen. Es gehe über den Körper und die unmittelbare Umgebung des jeweiligen Menschen hinaus, könne aber genauso ein Vorausschauen und Zurückblicken sein und damit die Gegenwart transzendieren. Doch letzten Endes bleibt für ihn die Neugier ein Laster:

„Und die Neu-Gier tarnt sich als Wissensdrang, obwohl doch höchste Erkenntnis um alles bei Dir ist. Habsucht will viel besitzen; aber Du hast allen Reichtum um dich versammelt.“

Im Mittelalter zählt Thomas v. Aquin die Neugier (curiositas) zu den Lastern, die er der Tugend der Wissbegier (studiositas) gegenüberstellt.

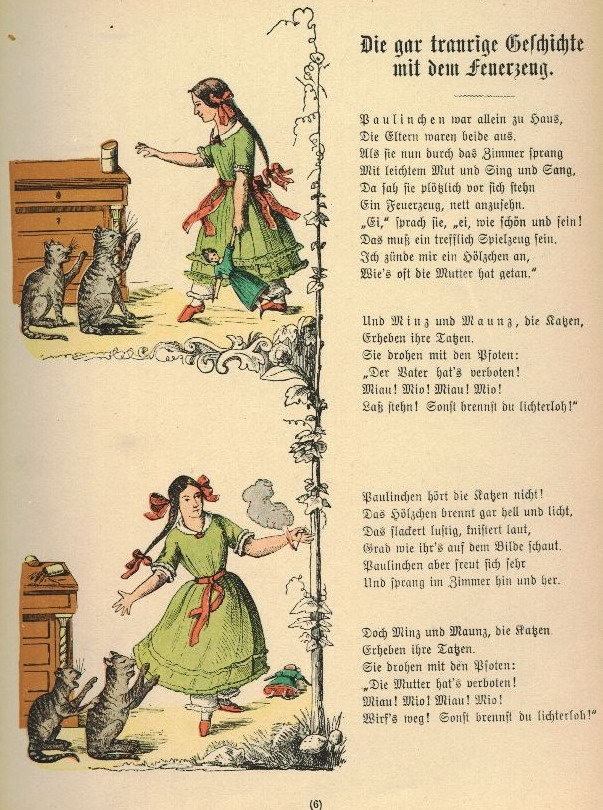
Neugier und Gefahr, Paulinchen aus Struwwelpeter

In der Gesellschaft des 19. Jahrhunderts wurde die Neugier hauptsächlich als eine weibliche Eigenschaft angesehen. In dem Buch Struwwelpeter von Heinrich Hoffmann wird die Neugier in der Geschichte von Paulinchen dargestellt, die den Titel trägt Die gar traurige Geschichte mit dem Feuerzeug. Ihr Experiment mit den Streichhölzern endet tragisch. Auch das dem Bestseller folgende Buch Struwwelliese geht in diese Richtung. Was damals teilweise geächtet wurde, gilt heute oft als zeitgemäß: Eine Befriedigung der Neugier im Abenteuertourismus oder in Gestalt sogenannter „Grenzgänger“.
Neugierige stellen bei der Bewältigung von Unfällen und Bränden ein wiederkehrendes Problem dar, sodass das Kurfürstentum Trier und weitere Kurfürstentümer des Heiligen Römischen Reiches bereits im 18. Jahrhundert entsprechende Anordnungen erließen. In diesen Vorschriften wird ausdrücklich angewiesen, dass weil „von mancherley bey solchen Unglücke gleichgültigen Leuten statt einer Beyhülfe nur die Zeit mit Zuschauen zugebracht“ werde, die örtliche Obrigkeit und Vorsteher daher „das anwesende Volk, insofern es die Noth erfordert, zur Arbeit anzuweisen“ und „die untaugliche Personen wegzuschaffen“ seien.

### Gegenwart
Der Autor, Kolumnist und Essayist Harald Martenstein schrieb im Juni 2012:

„jede halbwegs interessante Person und jede alltägliche Handlung [ist] heute ein Gegenstand nahezu ununterbrochener Beobachtung […], nicht zuletzt wegen der Leserreporter, aber auch wegen der tausend Möglichkeiten des Internets und wegen der Handykameras. Vor allem aber deshalb, weil der Mensch ein neugieriges Wesen ist und weil die Neugierde, wie jedes Bedürfnis, sich in einer Warengesellschaft ökonomisch nutzen lässt. […] Vor der Tugendwacht ist niemand sicher, nicht der Jugendliche mit alterstypischem Erfahrungshunger, nicht der Ehemann auf Abwegen, auch nicht die junge Mutter.“

## Trivia
Der Mars-Rover der NASA-Mission Mars Science Laboratory wurde nach einem Vorschlag einer Schülerin Curiosity (englisch für ‚Neugier‘) getauft.